# Hilttiöjärvi
Hilttiöjärvi är en sjö i Finland. Den ligger i Letala stad i landskapet Egentliga Finland, i den sydvästra delen av landet, 200 km väster om huvudstaden Helsingfors. Hilttiöjärvi ligger 21 meter över havet. Arean är 43,7 hektar och strandlinjen är 6,33 kilometer lång. Sjön  ingår i Bottenhavets kustområde.   I omgivningarna runt Hilttiöjärvi växer i huvudsak barrskog.
I övrigt finns följande i Hilttiöjärvi:
- Pirttiluoto (en ö)
- Vahaluoto (en ö)